# Tom Vaughan-Lawlor
Tom Vaughan-Lawlor (Dundrum, Dublin, 1977. november –) ír színész.
Legismertebb alakítása Áspis Száj a Marvel-moziuniverzum filmjeiben. Elsőként a Bosszúállók: Végtelen háború (2018) című filmben tűnt fel, ezt követte a Bosszúállók: Végjáték (2019), illetve a 2021-es Mi lenne, ha…? című televíziós sorozat. A fentiek mellett 2010 és 2014 között a Love/Hate című sorozatban játszott főszerepet.
Egyéb filmjei közé tartozik a Jane Austen magánélete (2007) és a Beépülve: Az Escobar ügy (2016).

## Fiatalkora
Vaughan-Lawlor Írországban született Dundrum dublini városrészben. Gimnazista éveit a De La Salle College-ben járta, Churchtownban. 

## Magánélete
Whitstable-ban él feleségével, Claire Cox-szal és közös fiukkal.

## Filmográfia

### Film
| Év   | Magyar cím                   | Eredeti cím                   | Szerep                      | Magyar hang  |
| ---- | ---------------------------- | ----------------------------- | --------------------------- | ------------ |
| 2006 |                              | The Tiger's Tail              | Larry Cooney                |              |
| 2007 | Jane Austen magánélete       | Becoming Jane                 | Robert Fowle                | Sörös Miklós |
| 2011 |                              | Foxes (rövidfilm)             | James                       |              |
| 2016 | Beépülve: Az Escobar ügy     | The Infiltrator               | Steve Cook                  | Seder Gábor  |
| 2016 |                              | The Secret Scripture          | McCabe                      |              |
| 2017 |                              | Daphne                        | Joe                         |              |
| 2017 |                              | Maze                          | Larry Marley                |              |
| 2017 |                              | The Cured                     | Conor                       |              |
| 2018 |                              | Citizen Lane (dokumentumfilm) | Hugh Lane                   |              |
| 2018 | Bosszúállók: Végtelen háború | Avengers: Infinity War        | Áspis Száj (motion capture) | Seder Gábor  |
| 2019 | Bosszúállók: Végjáték        | Avengers: Endgame             | Áspis Száj (motion capture) | Seder Gábor  |
| 2019 |                              | Rialto                        | Colm                        |              |
| 2020 |                              | The Bright Side               | Andy                        |              |
| 2022 |                              | The Nan Movie                 | Mick                        |              |
| 2023 |                              | Baltimore                     | Dominic                     |              |
| 2023 |                              | Dead Shot                     | Keenan                      |              |
| 2023 | Csodák könyve                | The Book of Clarence          | Antoninus                   |              |
| 2024 | A gyönyörű játék             | The Beautiful Game            | Kevin                       | Seder Gábor  |

### Televízió
| Év        | Magyar cím         | Eredeti cím          | Szerep                | Megjegyzések                                    |
| --------- | ------------------ | -------------------- | --------------------- | ----------------------------------------------- |
| 2010–2014 |                    | Love/Hate            | Nigel "Nidge" Delaney | főszereplő (28 epizód)                          |
| 2013      | Birmingham bandája | Peaky Blinders       | Byrne                 | 1 epizód                                        |
| 2015      |                    | Charlie              | P. J. Mara            | főszereplő (3 epizód)                           |
| 2016      |                    | Trial of the Century | Padraig Pearse        | 3 epizód                                        |
| 2016      |                    | The Secret Agent     | Michaelis             | 3 epizód                                        |
| 2019      |                    | Dublin Murders       | Frank Mackey          | 8 epizód                                        |
| 2021      |                    | Frank of Ireland     | Peter-Brian           | 5 epizód                                        |
| 2021      |                    | Danny Boy            | Patrick               | tévéfilm                                        |
| 2021–2024 | Mi lenne, ha…?     | What If...?          | Áspis Száj (hangja)   | - 3 epizód - magyar hangja: - Seder Gábor       |
| 2022      |                    | The Ipcress File     | Cathcart tábornok     | 8 epizód                                        |
| 2024      | Ne mondj semmit    | Say Nothing          | Brendan Hughes idősen | 8 epizód                                        |
| 2024–     | Az ügynökség       | The Agency           | Ben                   | - mellékszereplő - magyar hangja: - Seder Gábor |